# Sounds from Nowheresville
Sounds from Nowheresville è il secondo studio album del duo inglese The Ting Tings, pubblicato dalla Columbia il 24 febbraio 2012. L'album è stato registrato in Europa, nelle città di Berlino, Ibiza, Murcia e Londra, tra il 2009 e il 2011. Il primo singolo estratto è stato Hang It Up, pubblicato digitalmente il 27 dicembre 2011, ma il video era già stato precedentemente caricato sul canale YouTube del gruppo il 18 ottobre 2011. Il secondo singolo pubblicato è Silence, uscito il 27 febbraio 2012.

## Tracce
1. Silence – 3:47
2. Hit Me Down Sonny – 2:52
3. Hang It Up – 3:11
4. Give It Back – 3:35
5. Guggenheim – 3:56
6. Soul Killing – 3:17
7. One by One – 3:45
8. Day to Day – 3:39
9. Help – 3:08
10. In Your Life – 2:58

## Formazione
- Katie White - voce e chitarra
- Jules De Martino - voce e percussioni